# Магре-сулла-Страда-дель-Вино
Магре-сулла-Страда-дель-Вино (итал. Magrè sulla Strada del Vino) — коммуна в Италии, располагается в регионе Трентино — Альто-Адидже, в провинции Больцано.
Население составляет 1188 человек (2008 г.), плотность населения составляет 91 чел./км². Занимает площадь 13 км². Почтовый индекс — 39040. Телефонный код — 0471.
Покровительницей коммуны почитается святая Гельтруда, празднование 15 августа.

## Демография
Динамика населения:

## Администрация коммуны
- Официальный сайт: https://web.archive.org/web/20070927004402/http://www.gvcc.net/soci/magre.htm